# トゥーツ・シールマンス
トゥーツ・シールマンス（Toots Thielemans、1922年4月29日 - 2016年8月22日）は、ベルギーのハーモニカ奏者及びギタリスト、口笛奏者。シールマンス男爵（baron Thielemans）の称号を持つベルギー貴族である。ブリュッセル出身。
ジャズ・ハーモニカの分野を開拓した第一人者。日本のCMにも出演しており「ハーモニカおじさん」の愛称で知られ、ビル・エヴァンス、ニールス＝ヘニング・エルステッド・ペデルセン、ジャコ・パストリアスと言った巨匠達との名演も繰り広げた。「Toots」というニックネームはミュージシャンの「Toots Mondello」と「Toots Camarata」に由来している。

## 略歴

### ブリュッセル時代
3歳の頃からアコーディオンの演奏をするようになり、その後は趣味としてハーモニカの演奏も始めたことが、後のハーモニカ奏者になる起点にもなっている。10代の頃にはギターを弾くようになり、第2次世界大戦時のドイツ軍占領時期にはジャズの虜となって、ジャンゴ・ラインハルトに憧れ、チャーリー・パーカーの音楽からも影響を受けるようになった。1940年代にギタリストとして音楽活動を開始したが、ハーモニカの方が評判となった。その頃のステージング・スタイルはギターを弾きながら肩から掛けたハーモニカ・ホルダーのハーモニカを吹く、といったスタイルだった。トゥーツの最初の国際的な演奏は1950年にベニー・グッドマンのヨーロッパ・コンサート・ツアーに参加したときで、この後トゥーツはアメリカへ移住することとなり、本格的にジャズへの道を歩むようになる。

### ジョン・レノンへの影響
ビートルズのジョン・レノンはビートルズ、デビュー前ハンブルク巡業公演中の1959年に、現地クラブへ出演していたジョージ・シアリング・クインテットでのトゥーツの演奏を見て影響を受け、そのスタイルに憧れ、トゥーツが当時使っていたリッケンバッカーのショート・スケール・モデルとハーモニカに傾倒し、自身もトゥーツと同様にショート・スケール型のリッケンバッカー モデル#325とハーモニカを使うようになった。ジョン・レノンのリッケンバッカーも元々アルダー材{(Alnus rubra Bong., 1832) の木材} を使った1958年型ナチュラル・フィニッシュの3ピックアップ・モデルだったが、レコード・デビュー直前の1962年9月にはジェット・ブラックへ塗り替えられ、ボリュームとトーン・コントロールのノブが変えられて、ビートルズ時代に使っていて有名な姿へと変わっている。そして、ビートルズ・デビュー後もしばらくはリッケンバッカーとハーモニカがジョン・レノンのトレードマークになっていて、トゥーツの影響はこういった形でジョンにリスペクトされていた。

### アメリカへ移住

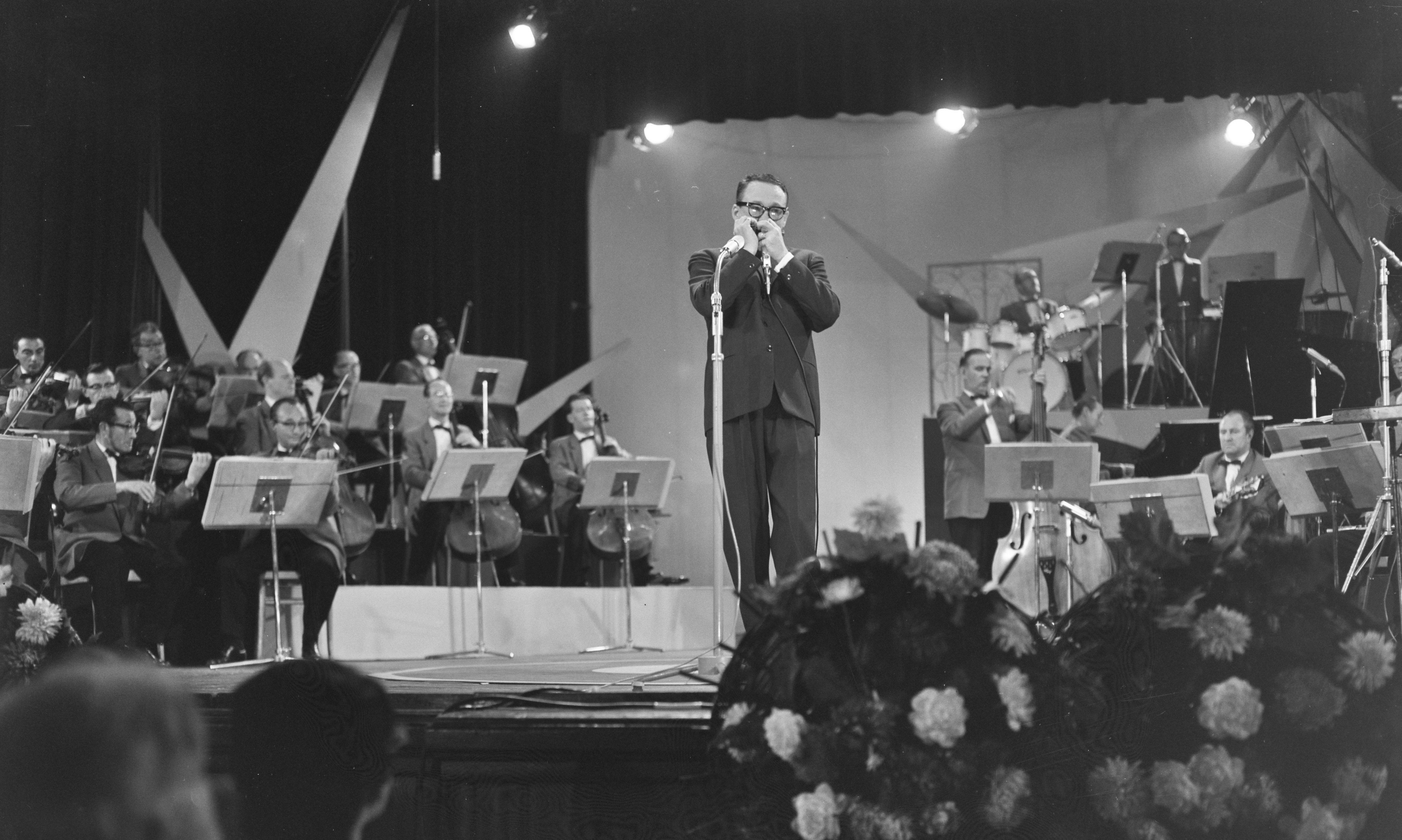
トゥーツ・シールマンス（1961年）

1952年、トゥーツはアメリカへ移住し、活動の拠点をジャズの本場アメリカへと移行した。アメリカでの初期の仕事はペンシルベニア州フィラデルフィアでの「チャーリー・パーカー・オールスターズ」のメンバーとしてだった。遂にトゥーツは彼がリスペクトしていたチャーリーとの演奏の機会を得ることができた。そして他には「ジョージ・シアリング・クインテット」などへも参加していた。1962年には「ブルーゼット（Bluesette）」を作曲、そしてトゥーツ独特なスタイルである「口笛とギターの１人ユニゾン」という演奏方法も使うようになった。次第に様々なアーティストと一緒にコンサート・ツアーやレコーディングに行うようになり、ジョージ・シアリング以降も、エラ・フィッツジェラルド、クインシー・ジョーンズ、ビル・エヴァンス、ジャコ・パストリアス、ナタリー・コール、パット・メセニー、ポール・サイモン、ビリー・ジョエル など、ジャズだけではなく幅広く活動し、ポピュラー音楽やCM音楽、テレビ番組『セサミストリート』でのハーモニカ・ソロなど多岐にわたるようになった。ビル・エヴァンスの1978年にリリースされたアルバム『アフィニティ』ではデュオで演奏されている。1979年には来日し、ラテン・ジャズ・ピアニストの松岡直也と共演したアルバム『カレイドスコープ』をリリースしている。

### 1980年代の活躍
1980年代にはモダン・ジャズ以外にも、フュージョンやR&Bなど様々なトップ・アーティストと共演が増えた時期でもあった。クインシー・ジョーンズとのレコーディングでは、様々な演奏を聴かせ、特に1981年リリースのアルバム『The Dude』では、トゥーツご自慢の「口笛とギターの１人ユニゾン」奏法で、クインシーの楽曲へ繊細で心地よいサウンドを披露している。そして同年リリースのジャコ・パストリアスの『ワード・オブ・マウス』にも参加していて、ビッグ・バンドとの共演や、カバー曲、ビートルズのブラックバードでのトゥーツは歯切れ良いハーモニカ・サウンドで貢献している。その後、ジャコのワード・オブ・マウス・ビッグ・バンドでのオーレックス・ジャズ・フェスティバル 1982への参加や、ジャコとのヨーロッパ・ツアーなどを行っていて、1980年代半ばはジャコとのレコーディングやコンサート・ツアーなどが目立った。1983年にはビリー・ジョエルのアルバム『イノセント・マン』に参加し、「夜空のモーメント（原題：Leave a Tender Moment Alone）」という曲でハーモニカを演奏している。日本人アーティストの作品においても、レベッカが1989年にリリースしたアルバム『BLOND SAURUS』のニューヨークでのオーバー・ダビング・セッションに参加し、「LITTLE DARLING」という曲でハーモニカを演奏している。また、南野陽子のアルバム『GLOBAL』（1988年）、久保田利伸のアルバム『BONGA WANGA』（1990年）収録の「Love under the moon」などにもハーモニカ奏者として参加している。

### 1990年代以降

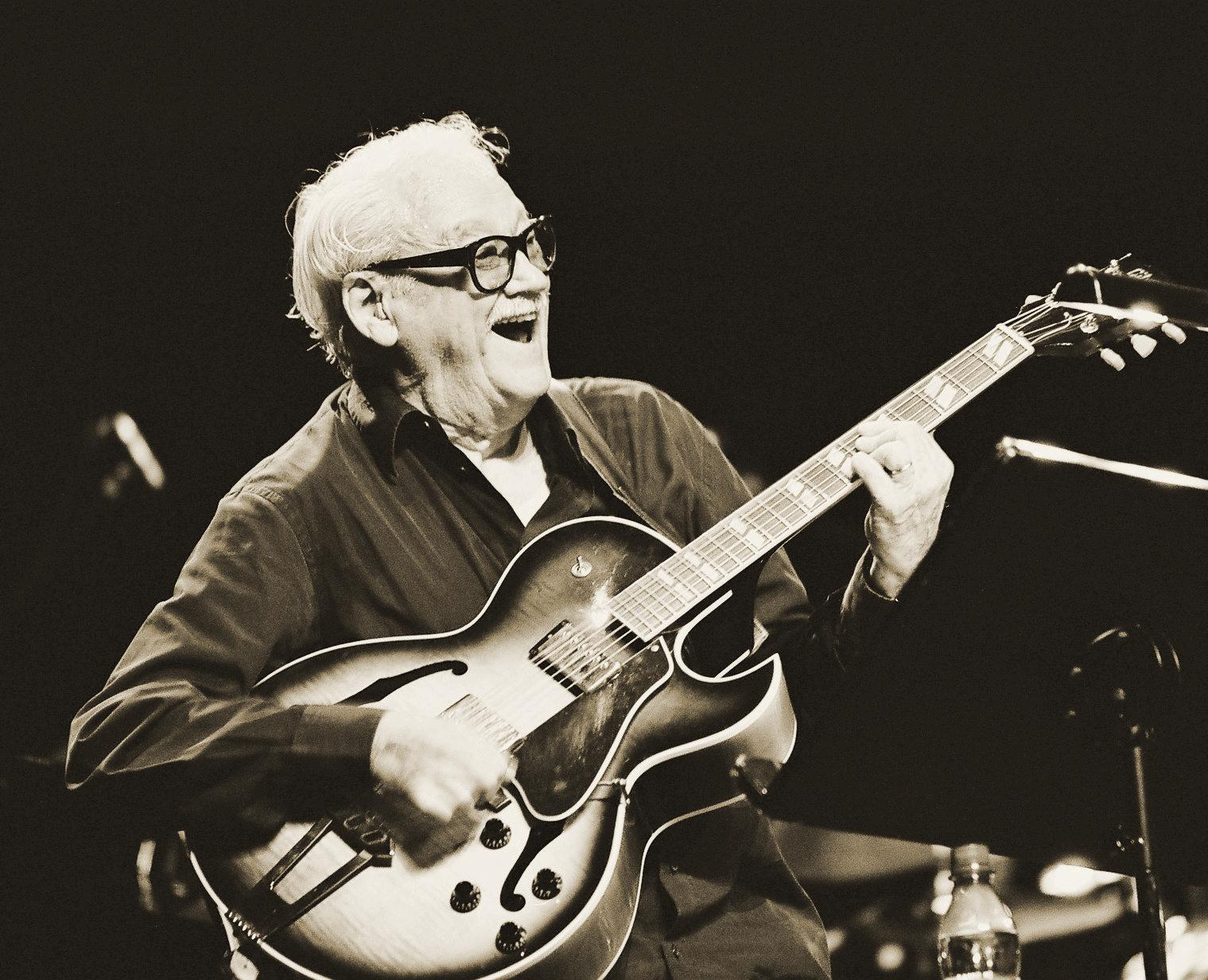
トゥーツ・シールマンス（2005年）

1992年から1993年にかけて、ブラジル音楽をテーマとした連作『The Brasil Project』『The Brasil Project, Vol. 2』を発表。2作とも、ブラジルの代表的ミュージシャン（ジョアン・ボスコ、シコ・ブアルキ、ジルベルト・ジル、イヴァン・リンス、ミルトン・ナシメント、カエターノ・ヴェローゾ他）がゲスト参加している。1998年にフレンチ・フレーバーなアルバム『Chez Toots』をリリースし、ゲスト・ボーカリストにはジョニー・マティス、シャーリー・ホーン、ダイアナ・クラールらが参加し、売れ行きも好調だった。
2014年3月12日、シールマンスは今後のコンサートの予定をキャンセルし、音楽活動からの引退を発表した。
2016年8月22日、ケガのため入院していたベルギーの病院で、老衰のため死去。94歳没。

## ディスコグラフィ

### リーダー・アルバム
- 『ザ・サウンド』 - The Sound (1955年、Columbia)
- 『マン・バイツ・ハーモニカ!』 - Man Bites Harmonica! (1958年、Riverside)
- Time Out for Toots (1958年、Decca)
- 『ザ・ソウル・オブ・トゥーツ・シールマンス』 - The Soul of Toots Thielemans (1960年、Signature) ※with レイ・ブライアント
- 『おしゃべりブルース』 - Blues for Flirter (aka Try a Little Tenderness) (1961年、Polydor)
- 『ロマンティックじゃない』 - Road to Romance (1961年、Polydor) ※with オーケストラ監督 クルト・エーデルハーゲン
- Jazz Workshop Concert - Ruhrfestspiele 1962 (1962年、Columbia) ※with フリードリヒ・グルダ、ハーブ・ゲラー、アック・バン・ルーイエン、ハンス・コラー
- 『トゥーツ』 - Toots Thielemans (1963年、Metronome)
- The Whistler and His Guitar (1964年、ABC-Paramount)
- Too Much! Toots! (1965年、Philips)
- Contrasts (1966年、Command)
- Toots (1968年、Command)
- Toots on Tour (1968年、Philips)
- 『ブラジルの水彩画』 - Elis & Toots (1969年) ※with エリス・レジーナ
- Toots in Holland (1970年、Philips)
- A Taste of Toots (1970年、Philips)
- 『イエスタデイ・アンド・トゥデイ』 - Yesterday and Today (1973年、A&M) ※with スヴェンド・アスムッセン
- 『酒とバラの日々』 - Captured Alive (1974年、Choice) ※旧邦題『キャプチャード・アライブ』
- 『トゥー・ジェネレーションズ』 - Toots Thielemans/Philip Catherine & Friends (1974年、Keytone) ※with フィリップ・カテリーン
- 『トゥーツ・シールマンス・ライヴ』 - Live (1974年、Polydor)
- Old Friend (1974年、Polydor)
- Sweet & Lovely (1975年、ABC)
- Sherlock Jones Original Soundtrack (1974年、Polydor)
- 『セント・トーマス - トゥーツ・シールマンス・ライヴ2』 - Live 2 (1976年、Polydor)
- 『ザ・ギター・セッション』 - The Guitar Session (1977年、Philips) ※ギターズ・アンリミテッド名義 with ジーン・バートンシーニ
- 『枯葉 - トゥーツ・シールマンス・ライヴ3』 - Live 3 (1978年、Polydor)
- 『トゥーツ・・ミーツ・タウベ』 - Toots Möter Taube (1978年、Sonet)
- Slow Motion (1978年、CBS)
- Höresund (1979年、Frituna Sweden) ※with オステン・ワーナーブリング
- Johnny Larsen (1979年、Metronome Denmark) ※with C・V・ヨルゲンセン
- When I See You (1980年、Erus Technik Gmbh) ※with ビル・ラムゼイ
- 『コラージュ』 - Collage (1980年、CBS)
- 『アップル・ディンプル』 - Apple Dimple (1980年、Better Days) ※旧邦題『真夜中のカウボーイ'80』
- 『スイング・オン・バードランドVOL4』 - Swing on Birdland Vol.4 (1980年、Canyon) ※with 世良譲
- 『ナイス・トゥ・ミート・ユー』 - Nice To Meet You (1980年、Intercord) ※with オイゲン・キケロ。『ロマンチックワルツ』として再発
- 『マイ・ファニー・ヴァレンタイン』 - Toots & Louis  (1982年、Polydor) ※with ルイス・ヴァン・ダイク
- 『いつかは王子様が』 - Live in the Netherlands (1982年、Pablo) ※with ジョー・パス、ニールス＝ヘニング・エルステッド・ペデルセン
- Steel Tenor Madness (1982年、HEP)
- 『ミッドナイト・クルーザー』 - Midnight Cruiser (1983年、Better Days Japan) ※with リー・オスカー
- Christian Escoudé Group feat. Toots Thielemans (1983年、JMS France)
- Harmonica Jazz (1984年、CBS)
- 『ブリンギング・イット・トゥゲザー』 - Bringing It Together (1984年、Cymekob) ※with ステファン・グラッペリ
- 『「夜叉」オリジナル・サウンドトラック』 - YaKsa (Original Motion Picture Soundtrack) (1985年、Interface Japan) ※with 佐藤允彦、タケカワユキヒデ
- 『心の愛/トゥーツ・シールマンス・イン・リオ』 - Chiko's Bar (1985年、Sonet) ※with シヴーカ
- 『プレシャス・ラヴ』 - Your Precious Love (1985年、Sonet)
- Bande Originale Du Film Une Femme Ou Deux (1985年、Apache) ※with ケヴィン・マリガン
- Just Friends (1986年、Delta) ※with ポール・キューン
- Check It Out (1986年、BBC Radioplay Music) ※with メゾフォルテ
- 『ホームカミング』 - Home Coming (1987年、CBS)
- 『オンリー・トラスト・ユア・ハート』 - Only Trust Your Heart (1988年、Concord Jazz)
- Romantic Gala (1988年、Dino Music)
- Rosinha De Valença-Flavio Faria (1989年、RGE) ※with ホジーニャ・ヂ・ヴァレンサ
- 『イン・トウキョウ』 - Toots Thielemans in Tokyo (1989年、Denon) ※with 山本剛、岡田勉、渡辺文男
- 『風のささやき』 - Footprints (1990年、EmArcy) ※日本盤のみ原題『The Windmills Of Your Mind』
- 『フォー・マイ・レディ』 - For My Lady (1991年、EmArcy) ※with シャーリー・ホーン・トリオ
- Make Someone Happy (1991年、Gam Jam) ※with メアリー・ケイ
- L'Or De L'Île Carn (1992年、Keltia Musique) ※with シリウス
- 『ブラジル・プロジェクト』 - The Brasil Project (1992年、Private Music)
- Martial Solal Toots Thielemans (1992年、Erato) ※with マーシャル・ソラール
- 『ブラジル・プロジェクト Vol.2』 - The Brasil Project Volume 2 (1993年、Private Music)
- Calling Me Back Home (1993年、101 South) ※with ランディ・バーンセン
- Do Not Leave Me (1994年、Milan)
- 『イースト・コースト、ウェスト・コースト』 - East Coast West Coast (1994年、Private Music)
- 『シェ・トゥーツ～思い出のフレンチ、そしてジャズ』 - Chez Toots (1998年、Private Music)
- Chet & Toots (1998年、Dragon) ※with オキ・ヨハンソン・トリオ、チェット・ベイカー
- Accentuate the Positive (1998年、CAP) ※with ジョー・ケネディ・ジュニア
- 『ランコントル』 - Rencontre (1999年、EmArcy) ※with 辛島文雄
- 『ライヴ・イン・ヨーロッパ』 - The Live Takes Volume 1 (2000年、Narada)
- 『この素晴らしき世界』 - Toots Thielemans and Kenny Werner (2001年、Verve) ※with ケニー・ワーナー
- This Heart Of Mine (2003年、OpenArt) ※with ジャッキー・ライアン、アーニー・ワッツ
- Lady Be Good (2003年、Content) ※with DRビッグバンド、エタ・キャメロン
- 『ワン・モア・フォー・ザ・ロード』 - One More for the Road (2006年、Verve)
- 『ヨーロピアン・カルテット・ライヴ』 - European Quartet Live (2010年、Challenge Jazz)
- Live in Brussels (2011年、Smith & Co,) ※with ティト・プエンテ
- 『トゥーツ90』 - Toots 90 (2012年、Challenge Jazz)
- What a Wonderful World (2012年、Challenge)
- Airegin (2014年、Vinyl Passion)